# Streifenkreuzspinne
Die Streifenkreuzspinne (Mangora acalypha) ist eine Spinnenart aus der Familie der Echten Radnetzspinnen (Araneidae). Sie ist die einzige Art der Gattung in Mitteleuropa und hier weit verbreitet und häufig.

## Merkmale
Streifenkreuzspinnen sind kleine Radnetzspinnen. Die Weibchen erreichen eine Körperlänge von 5,5–6,0 mm, die Männchen 3,0–3,5 mm. Bei beiden Geschlechtern sind Vorderkörper (Prosoma) und die stark beborsteten Beine einfarbig hell gelblich oder grünlich braun. Das Prosoma weist einen schwarzen Mittelstreifen und einen schmalen schwarzen Rand auf. Der Hinterleib (Opisthosoma) ist oberseits gelblich-weiß und zeigt auf diesem Grund vorn einen undeutlichen schwarzen Mittelstrich und hinten drei breite, parallele schwarze Striche. Die Grundfarbe des Hinterleibs kann vom charakteristischen Gelb durchaus abweichen. Manche Tiere sind bräunlich gefärbt. Die Streifenzeichnung ist jedoch immer weiß und schwarz. Die Streifen bestehen manchmal auch aus Reihen von dunklen Punkten, die nicht komplett zu durchgehenden Streifen verbunden sind. Die Art ist in Mitteleuropa unverwechselbar.

## Verbreitung und Lebensraum
Das Verbreitungsgebiet der Streifenkreuzspinne ist weitgehend auf die südwestliche Paläarktis beschränkt und reicht in West-Ost-Richtung von den Azoren und den Kanarischen Inseln über Nordafrika und den größten Teil Europas nach Osten bis in das mittlere Sibirien. In Nord-Süd-Richtung erstreckt sich das Areal der Art von Norwegen, Schweden und den baltischen Staaten bis Nordafrika, den Irak und weiter östlich nach Süden bis in den Norden Irans und Afghanistans. Das Verbreitungsgebiet umfasst die gemäßigte bis mediterrane Zone. Die Art fehlt in Europa im Norden Skandinaviens sowie in Finnland. In Deutschland ist sie annähernd flächendeckend verbreitet.
Die Streifenkreuzspinne bewohnt in Mitteleuropa offene und warme, grasreiche Bereiche, wie beispielsweise Trockenrasen und Wegraine an Äckern, und hält sich dort überwiegend in der Krautschicht auf.

## Lebensweise
Die meist dicht über dem Boden gebauten, kleinen und sehr engmaschigen Netze sind meist stark geneigt. Die Weibchen sitzen tagsüber auf der Unterseite des Netzes in der Netzmitte. Geschlechtsreife Tiere sind von Mai bis Juni anzutreffen.

## Gefährdung
Die Art ist weit verbreitet und häufig. Sie wird in Deutschland in der Roten Liste als „ungefährdet“ eingestuft.